# René Maugé
René Maugé (* 15. März 1757 in Cély; † 21. Februar 1802 auf Maria Island) war ein französischer Zoologe und Tiersammler.

## Leben und Wirken
Maugé wurde in Cély (heute Département Seine-et-Marne) geboren. Von 1796 bis 1798 begleitete er seinen Freund Nicolas Baudin auf die Westindischen Inseln. Im Oktober 1800 ging er in Le Havre an Bord der Korvette Le Géographe und nahm als Chefzoologe an der Baudin-Expedition (1800–1804) in den Pazifik teil. 1802 erkrankte Maugé auf Timor an Dysenterie und starb am 21. Februar 1802 auf Maria Island.

## Ehrungen
1830 benannte René Primevère Lesson den Blauwangen-Mistelfresser (Dicaeum maugei) nach Maugé. Charles de Souancé ehrte ihn 1856 im Epitheton des Monasittichs (Aratinga chloroptera maugei). Weitere nach Maugé benannte Taxa sind das Timortäubchen (Geopelia maugei) und die Braune Rucksackschnecke (Testacella maugei). Nicolas Baudin taufte die Stelle auf Maria Island, wo Maugé begraben wurde, Point Maugé.